# Michal Kolomazník
Michal Kolomazník (* 20. července 1976 Brno) je bývalý český fotbalista, záložník a útočník, reprezentant.

## Fotbalová kariéra
S fotbalem začínal v Brně. Po vojně ve Znojmě hrál nejvyšší soutěž v Uherském Hradišti. Z Uherského Hradiště se vrátil do FC Boby Brno. Po třech sezónách přestoupil do FK Teplice. V roce 2004 odešel do Německa, kde hrál za Řezno, TSV 1860 Mnichov a SpVgg Unterhaching. Kariéru končil ve druhé lize v Dukle Praha. V české nejvyšší soutěži odehrál 203 utkání a dal 44 gólů. V reprezentaci odehrál v letech 2000 a 2002 3 utkání a dal 1 gól, v reprezentaci do 21 let nastoupil čtyřikrát a dal 2 góly, v reprezentaci do 18 let hrál také čtyřikrát a dal jeden gól. V evropských pohárech hrál za Brno a Teplice 13 utkání a dal 3 góly.

## Sportovní úspěchy
- pohár ČMFS s FK Teplice v roce 2003

## Góly v reprezentaci
- 8.2.2000 – zápas v Hongkongu proti Mexiku

## Ligová bilance
| Ročník                          | Zápasy | Góly | Klub                                |
| ------------------------------- | ------ | ---- | ----------------------------------- |
| 1. česká fotbalová liga 1993/94 | 1      | 0    | FC Boby Brno                        |
| 1. česká fotbalová liga 1994/95 | 2      | 0    | FC Boby Brno                        |
| 1. česká fotbalová liga 1995/96 | 13     | 3    | FC Slovácká Slavia Uherské Hradiště |
| 1. česká fotbalová liga 1996/97 | 24     | 5    | FC Boby Brno                        |
| Gambrinus liga 1997/98          | 30     | 8    | FC Boby Brno                        |
| Gambrinus liga 1998/99          | 25     | 6    | FC Boby Brno                        |
| Gambrinus liga 1999/00          | 29     | 5    | FK Teplice                          |
| Gambrinus liga 2000/01          | 29     | 10   | FK Teplice                          |
| Gambrinus liga 2001/02          | 19     | 1    | FK Teplice                          |
| Gambrinus liga 2002/03          | 23     | 5    | FK Teplice                          |
| Gambrinus liga 2003/04          | 8      | 1    | FK Teplice                          |
| 2. česká fotbalová liga 2008/09 | 27     | 8    | FK Dukla Praha                      |
| 2. česká fotbalová liga 2009/10 | 3      | 1    | FK Dukla Praha                      |
| CELKEM 1. liga                  | 203    | 44   |                                     |